# Franco Ferrara

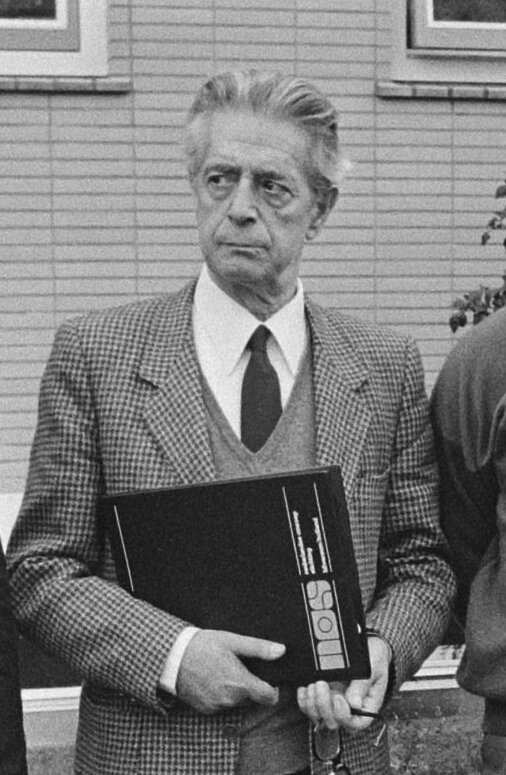
Franco Ferrara, 1984

Franco Ferrara (* 4. Juli 1911 in Palermo; † 6. September 1985 in Florenz) war ein italienischer Violinist, Dirigent und Komponist sowie bedeutender Dirigierlehrer.

## Leben
Ferrara lebte ab 1924 in Bologna, wo er das Liceo Musicale Giovanni Battista Martini besuchte. Er studierte Violine, Klavier, Orgel und Komposition bei Angelo Consolini, Filippo Ivaldi, Antonio Belletti und Cesare Nordio an den Konservatorien Bologna und Palermo. 1925 wurde er Violinist am Teatro Comunale di Bologna. Außerdem trat er als Pianist auf und dirigierte eigene Kompositionen. Von 1931 bis 1933 war er Mitglied des Orchestra dell’Augusteo in Rom und danach bis 1940 Konzertmeister am Orchestra des Maggio Musicale Fiorentino, wo er unter Dirigenten wie Vittorio Gui, Antonio Guarnieri, Victor de Sabata, Bruno Walter, Willem Mengelberg und Erich Kleiber arbeitete.
1938 debütierte Ferrara als Dirigent mit einem Konzert am Teatro Comunale di Firenze. Sein Ruf als Dirigent wurde durch ein Konzert gefestigt, das er 1939 in Rom mit dem Orchestra dell’Accademia Nazionale di Santa Cecilia gab. Er leitete das Orchester bis 1945. Daneben gab er Konzerte in Ungarn, Rumänien und Deutschland, u. a. mit den Berliner Philharmonikern und den Bamberger Symphonikern.
Nachdem er zum ersten Mal 1940 im Teatro Adriano vom Podium gefallen war, zog er sich 1948 aus gesundheitlichen Gründen von der Konzerttätigkeit zurück. Er dirigierte aber weiterhin in Rundfunkaufzeichnungen Werke wie die Oper I due timidi von Nino Rota (nominiert für den Prix Italia 1951). Zur Eröffnung des 2. Kanals von RAI dirigierte er das Orchester und den Chor von RAI di Roma. Als Filmkomponist arbeitete er mit Federico Fellini, Michelangelo Antonioni und Luchino Visconti zusammen.
Von 1947 bis zu seiner Emeritierung 1981 unterrichtete Ferrarra an der Accademia Nazionale di Santa Cecilia in Rom Orchesterleitung und Partiturlesen. Außerdem gab er ab 1958 (auf Einladung von Valentino Bucchi) Dirigierkurse in Perugia, ab 1959 in Hilversum, ab 1961 in Venedig und ab 1966 in Siena. Viele bekannte Dirigenten wurden von ihm unterrichtet, darunter Edo de Waart, Emil Tschakarow, Gabriel Chmura, Zoltán Peskó, Riccardo Chailly, Aldo Ceccato, Gaetano Delogu, Gabriele Ferro, Hubert Soudant, Gabriella Carli, Andrew Davis und Richard Vardigans. 1964, 1967 und 1971 war er Juror bei der Dimitri Mitropoulos International Music Competition in New York. Er starb 1985 im Alter von 74 Jahren in Florenz.

## Filmmusik
- 1953: Die Plünderung Roms (Il Sacco di Roma)
- 1954: Aufstand im Inselparadies (La principessa delle Canarie)
- 1957: Los jueves, milagro
- 1960: Revak – Sklave von Karthago (The Barbarians)
- 1961: Drakut il vendicatore
- 1963: Der Leopard, Mitarbeit als conductor and musical director